# Heinrich Marzell
Heinrich Marzell (* 23. Januar 1885 in München; † 20. November 1970 in Erlangen) war ein deutscher Botaniker, der sich besonders mit den volkstümlichen Namen der Pflanzen und mit den Pflanzen im Brauchtum beschäftigte. Sein offizielles botanisches Autorenkürzel lautet „Marzell“.

## Leben
Heinrich Marzell studierte nach dem Abitur 1904 am Wilhelmsgymnasium München in München Botanik, Chemie und Germanistik und war anschließend Lehrer der Chemie und Biologie an der Realschule Gunzenhausen. Wichtige Schriften waren die Untersuchung der deutschen Namen in der Flora von Gustav Hegi, eine Dissertation mit dem Thema Die Tiere in deutschen Pflanzennamen, ein Beitrag zum deutschen Sprachschatz, deren Akzeptanz sich wegen der interdisziplinären Ausrichtung als kompliziert erwies. 1911 erhielt er den Doktortitel an der Universität Würzburg. Weitere Beiträge zu Pflanzen im ethnologischen Kontext erfolgten zum Handwörterbuch des deutschen Aberglaubens. Sein Hauptwerk ist jedoch das fünfbändige Wörterbuch der deutschen Pflanzennamen (1943–1979; 1. Lieferung des 1. Bandes 1937), dessen letzte drei Bände von Heinz Paul aus dem Nachlass herausgegeben wurden.
Marzell wurde 1939 Mitglied der Leopoldina, 1953 erhielt er die Leibniz-Medaille der Deutschen Akademie der Wissenschaften zu Berlin.

## Schriften (Auswahl)
- Altbayerische Volksbotanik. In: Blätter zur bayrischen Volkskunde. 1. Reihe, 1909, S. 1–16.
- Volkskundliches aus Kräuterbüchern des 16. Jahrhunderts. In: Zeitschrift des Vereins für Volkskunde. Band 24, 1914, S. 1–19.
- Neues illustriertes Kräuterbuch. Reutlingen 1921; 3. Auflage ebenda 1935.
- Die heimische Pflanzenwelt im Volksbrauch und Volksglauben. Leipzig 1922 (= Wissenschaft und Bildung. Band 177).
- Unsere Heilpflanzen. Ihre Geschichte und ihre Stellung in der Volkskunde. Ethnobotanische Streifzüge. München 1922; 2. Auflage, unter dem Titel Geschichte und Volkskunde der deutschen Heilpflanzen, Stuttgart 1938; Neudruck ebenda 1967.
- Fränkische Volksnamen unserer Frühlingsblumen In: Fränkische Heimat., 1924, Nr. 3(5) S. 128–130.
- Bayerische Volksbotanik. Volkstümliche Anschauungen über Pflanzen im rechtsrheinischen Bayern. Nürnberg 1925.
- Blumen in Not In: Fränkische Monatshefte. Nr. 7(7), 1928, S. 246–250.
- Volksmedizinischer Aberglaube aus Franken am Ausgang des 18. Jahrhunderts. In: Archiv fur Geschichte der Medizin. Nr. 22, 1929, S. 87–101
- Wie heisst die Marguerite im Volksmund? In: Volkskundliche Gaben. John Meier zum siebzigsten Geburtstage dargebracht. De Gruyter, Berlin 1934, S. 130–137.
- Die Volksmedizin. In: Adolf Spamer (Hrsg.): Die deutsche Volkskunde. Band 1. Berlin/Leipzig 1934, S. 168–182.
- Wörterbuch der deutschen Pflanzennamen. 5 Bände (unter Mitwirkung von Wilhelm Wissmann und Wolfgang Pfeifer). Leipzig (1937) 1943–1972 (Band 1, 2 und 5/Registerband [1958 mit Wilhelm Wissmann]), Stuttgart/Wiesbaden (1976) 1977–1979 (Band 3 ab Sp. 481, und 4, aus dem Nachlass hrsg. von Heinz Paul); Neudruck (Lizenzausgabe) Köln 2000, ISBN 3-88059-982-3.
- Unsere Heilpflanzen, ihre Geschichte und ihre Stellung in der Volkskunde. 2. Auflage unter dem Titel Geschichte und Volkskunde der deutschen Heilpflanzen. Stuttgart 1938, Neudruck ebenda 1967.
- Zur Geschichte der Mariendistel (Silybum Marianum Gärtn.) als Heilmittel. In: Sudhoffs Archiv. Band 32, 1939, S. 94–103.
- Himmelsbrot und Teufelsleiter. Volkstümliche Pflanzennamen aus Bayern. München 1951 (= Bayerische Heimatforschung. Band 3).
- Ein Spaziergang durch die Pflanzenwelt des Landkreises Gunzenhausen. In: Gunzenhäuser Heimat-Bote. Nr. 26, 1952, S. 101–102.
- Zauberpflanzen, Hexentränke. Stuttgart 1963.
- Der Hirsch in der antiken und in der deutschen Volksmedizin. In: Nova Acta Leopoldina. Neue Folge, Band 27, 1963, S. 55–63.
- Die Kröte als Pestmittel bei Paracelsus. In: Die medizinische Welt. Band 45, 1966, S. 2441–2443.